# Гордана Михаилова Бошнакоска
Гордана Михаилова Бошнакоска (Битољ, 1. септембар 1940) македонски је песник, приповедач и есејиста.

## Биографија
Гордана Бошнакоска рођена је 1. септембра 1940. године у Битољу, где је завршила средњу школу. Била је уредник Македонске телевизије. Члан је македонског ПЕН центра и Друштва македонских писаца. Добитник је награде „Браќа Миладиновци“ на Струшким песничким вечерима.
Године 2008. објавила је књигу на бугарском језику Тълкуване на Морето (Тумачење мора). Књига је објављена у авангардном листу у Бугарској, а на бугарски је превео бугарски песник Роман Кјосов. Презентација књиге одржана је у оквиру дана македонске културе од стране председнице Македонског културног и информационог центра у Софији и песникиње Досте Димовске. Пар месеци касније, књига је објављена и у Македонији. Године 2010. Бошнакоска је присуствовала данима словенске писмености и културе у бугарском граду Бургасу.

## Дела
- Нема времена (поезија, 1965)
- Писма (поезија, 1974)
- Улазак у Делту (поезија, 1981)
- Босфорско лето (приче, 1984)
- Нордијски љубавници (поезија, 1993)
- Њујорксон (поезија, 1993)
- Планина од картонских кутија (поезија, 1997)
- Поруке даљине (2001)
- Бескрајно (2008)
- Тумачење мора (2008)
- Опити (2009)
- Порекло реке (2009)
- Докази (2009)